# Апочка
Апочка — река в России, протекает по Курской области. Правый приток реки Герасим.

## География
Река Апочка берёт начало в селе Верхние Апочки. Течёт на юг. На реке расположены населённые пункты Верхние Апочки, Баркаловка, Средние Апочки, Нижняя Клещенка, Знаменка, Каменка, Нижние Апочки. В 15 км от устья в Апочку впадает левый приток — река Клещенка. Устье Апочки находится в 3 км от устья реки Герасим. Длина реки составляет 29 км, площадь водосборного бассейна — 205 км².

## Данные водного реестра
По данным государственного водного реестра России относится к Донскому бассейновому округу, водохозяйственный участок реки — Оскол до Старооскольского гидроузла, речной подбассейн реки — Северский Донец (российская часть бассейна). Речной бассейн реки — Дон (российская часть бассейна).
Код объекта в государственном водном реестре — 05010400212107000011777.